# Marco Emilio Lépido (cónsul 232 a. C.)
Marco Emilio Lépido  (m. 216 a. C.) fue un político romano del siglo III a. C. perteneciente a la gens Emilia.

## Familia
Lépido fue miembro de los Emilios Lépidos, una rama familiar patricia de la gens Emilia. Marco Emilio Lépido fue su padre o abuelo y tuvo por hijos a Marco Emilio Lépido, Lucio Emilio Lépido y Quinto Emilio Lépido.

## Carrera pública
Obtuvo el consulado en el año 232 a. C. y fue elegido para un segundo consulado, en calidad de suffectus, en algún momento entre los años 221 y 219. Fue miembro del colegio de augures.
Murió en el año 216 a. C. y sus hijos organizaron en su honor unos juegos funerarios que se prolongaron durante tres días. En su transcurso, veintidós parejas de gladiadores lucharon por primera vez en el Foro.